# Gyllbergen
Gyllbergen är ett vildmarksområde sydväst om Borlänge i Dalarna som är populärt för friluftsliv med flera mil vandringsleder/skidleder och flera raststugor. Gyllbergen är ett kuperat skogsområde med flera höga toppar som till exempel Stora Spånsberget med en höjd på 499 meter över havet som är Borlänge kommuns högsta punkt. En av områdets speciella sevärdheter är den över 400 meter långa och 10 meter djupa förkastningen Dragbergsgata belägen väster om Dragsjön.
Området är sedan 1982 skyddat som naturreservat, vilket 2007 utökades till att omfatta ett cirka 1 800 hektar stort område i Borlänge, Ludvika och Gagnefs kommuner.